# Europaspiele 2023/Teilnehmer (Großbritannien)
| Gelbes Symbol für Goldmedaillen mit stilisierten Olympischen Ringen | Graues Symbol für Silbermedaillen mit stilisierten Olympischen Ringen | Braundes Symbol für Bronzemedaillen mit stilisierten Olympischen Ringen |
| ------------------------------------------------------------------- | --------------------------------------------------------------------- | ----------------------------------------------------------------------- |
| 12                                                                  | 10                                                                    | 27                                                                      |

Das Vereinigte Königreich nahm unter der Bezeichnung Großbritannien mit 253 Athleten an den Europaspielen 2023 in Krakau teil.

## Medaillengewinner
| Name/n | Sportart           | Wettkampf                                         |
| --- | ------------------ | ------------------------------------------------- |
| Gold |                    |                                                   |
| Penny Healey Jaspreet Sagoo Bryony Pitman | Bogenschießen      | Recurvebogen Frauen Mannschaft                    |
| Penny Healey | Bogenschießen      | Recurvebogen Frauen Einzel                        |
| Delicious Orie | Boxen              | Superschwergewicht Männer (ab 92 kg)              |
| Ryan Westley | Kanu               | C1 Slalom Männer                                  |
| Keiran Reilly | Radsport           | BMX Park Männer                                   |
| Charlie Brown Joseph Choong Myles Pillage | Moderner Fünfkampf | Männer Mannschaft                                 |
| Lisa Thomson Abbie Brown Rhona Lloyd Jade Shekells Shona Campbell Lauren Torley Emma Uren Heather Cowell Isla Norman-Bell Megan Jones Jasmine Joyce Amy Wilson-Hardy Ellie Boatman                     | 7er-Rugby          | Frauen                                            |
| Caden Cunningham | Taekwondo          | Schwergewicht Männer (über 87 kg)                 |
| Jade Jones | Taekwondo          | Federgewicht Frauen (bis 57 kg)                   |
| Ross Haslam | Wasserspringen     | 1 m Kunstspringen Männer                          |
| Eden Cheng | Wasserspringen     | 10 m Turmspringen Frauen                          |
| Desharne Bent-Ashmeil Amy Rollinson | Wasserspringen     | 3 m Synchronspringen Frauen                       |
| Silber |                    |                                                   |
| Ella Gibson | Bogenschießen      | Compoundbogen Frauen Einzel                       |
| Ben Lane Sean Vendy | Badminton          | Männer Doppel                                     |
| Mallory Franklin Sophie Ogilvie Kimberley Woods | Kanu               | Canadier Mannschaft Slalom Frauen                 |
| Joseph Choong | Moderner Fünfkampf | Männer Einzel                                     |
| Jamie Farndale Thomas Glyn Williams Alexander Davis Kaleem Barreto Ross McCann James Barden Olufemi Sofolarin Frederick Roddick Morgan Williams Robert Fergusson Thomas Emery Will Homer Max McFarland | 7er-Rugby          | Männer                                            |
| Lucy Charlotte Hall Matthew Coward-Holley | Schießen           | Trap Mannschaft Mixed                             |
| Bradly Sinden | Taekwondo          | Federgewicht Männer (bis 68 kg)                   |
| Barclay Izzard Sophie Alden Connor Bentley Sian Rainsley | Triathlon          | Mixed Staffel                                     |
| Robbie Lee | Wasserspringen     | 10 m Turmspringen Männer                          |
| Grace Reid James Heatly | Wasserspringen     | 3 m Synchronspringen Mixed                        |
| Bronze |                    |                                                   |
| Declan Brooks | Radsport           | BMX Park Männer                                   |
| Jeremiah Azu | Leichtathletik     | 100 m Männer                                      |
| Zak Seddon | Leichtathletik     | 3000 m Hindernis Männer                           |
| Hannah Nuttall | Leichtathletik     | 5000 m Frauen                                     |
| Scott Lincoln | Leichtathletik     | Kugelstoßen Männer                                |
| Bianca Williams | Leichtathletik     | 200 m Frauen                                      |
| Alexander Dunn Adam Hall | Badminton          | Männer Doppel                                     |
| Kirsty Gilmour | Badminton          | Frauen Einzel                                     |
| Marucs Ellis Lauren Smith | Badminton          | Mixed Doppel                                      |
| Kiaran MacDonald | Boxen              | Fliegengewicht Männer (bis 51 kg)                 |
| Charley Davison | Boxen              | Bantamgewicht Frauen (bis 54 kg)                  |
| Rosie Eccles | Boxen              | Weltergewicht Frauen (bis 66 kg)                  |
| William Deary | Fechten            | Säbel Männer                                      |
| Joseph Clarke | Kanu               | K1 Slalom Männer                                  |
| Mallory Franklin | Kanu               | C1 Slalom Frauen                                  |
| Adam Burgess James Kettle Ryan Westley | Kanu               | Canadier Mannschaft Slalom Männer                 |
| Olivia Green | Moderner Fünfkampf | Frauen Einzel                                     |
| Jessica Varley Samuel Curry | Moderner Fünfkampf | Mixed Staffel                                     |
| Seonaid Morven McIntosh | Schießen           | 50 m Kleinkalibergewehr Dreistellungskampf Frauen |
| Amber Rutter Ben Llewellin | Schießen           | Skeet Mannschaft Mixed                            |
| Beatrice Crass Ranjuo Tomblin | Synchronschwimmen  | Mixed Duett technisches Programm                  |
| Kate Shortman Isabelle Thorpe | Synchronschwimmen  | Duett freies Programm                             |
| Beatrice Crass Ranjuo Gonzalez | Synchronschwimmen  | Mixed Duett freies Programm                       |
| Maddison Moore | Taekwondo          | Fliegengewicht Frauen (bis 49 kg)                 |
| Aaliyah Powell | Taekwondo          | Leichtgewicht Frauen (bis 62 kg)                  |
| Ben Cutmore Matthew Dixon | Wasserspringen     | 10 m Synchronspringen Männer                      |
| Grace Reid | Wasserspringen     | 1 m Kunstspringen Frauen                          |

## Teilnehmer nach Sportarten

### Badminton
- Alexander Dunn
- Marucs Ellis
- Kirsty Gilmour
- Adam Hall
- Ben Lane
- Julie MacPherson
- Lauren Smith
- Johnnie Torjussen
- Ciara Torrance
- Sean Vendy

### Bogenschießen
- Ella Gibson
- Penny Healey
- Monty Orton
- Bryony Pitman
- Jaspreet Sagoo
- Alex Wise
- James Woodgate

### Boxen
- Mohammed Akbar
- Taylor Bevan
- Kerry Davis
- Charley Davison
- Jack Dryden
- Rosie Eccles
- Elise Glynn
- Reese Lynch
- Kiaran MacDonald
- Delicious Orie
- Demie-Jade Resztan
- Shona Whitwell
- Lewis Williams

### Breaking
- Kid Karam
- Sunni

### Fechten
- Benjamin Andrews
- Kristjan Archer
- Kate Beardmore
- Jaimie Cook
- James-Andrew Davis
- William Deary
- Caitlin Maxwell
- Marcus Mepstead
- Susan Sica
- Carolina Stutchbury
- Amelie Tsang
- Jonathan Webb

### Kanu

#### Kanurennsport
- Isabel Evans
- Bethany Gill
- Jonathan Jones
- Deborah Kerr
- Emily Lewis
- Benjamin Phillips
- Katie Reid
- Emma Russell
- Rebeka Simon

#### Kanuslalom
- Christopher Bowers
- Adam Burgess
- Joseph Clarke
- Jonny Dickson
- Mallory Franklin
- James Kettle
- Sophie Ogilvie
- Phoebe Spicer
- Ryan Westley
- Kimberley Woods

### Karate

#### Kumite
- Brandon Wilkins

### Leichtathletik
| Wettbewerb  | Wettbewerb | Punkte | Punkte | Punkte | Punkte | Punkte | Punkte | Punkte     | Punkte    | Punkte    | Punkte      | Punkte           | Punkte      | Punkte    | Punkte     | Punkte     | Punkte         | Punkte     | Punkte     | Punkte     | Punkte | Rang |
| Wettbewerb  | Wettbewerb | 100 m  | 200 m  | 400 m  | 800 m  | 1500 m | 5000 m | 110 m Hü.* | 400 m Hü. | 4 × 100 m | 4 × 400 m** | 3000 m Hindernis | Kugelstoßen | Speerwurf | Hammerwurf | Diskuswurf | Stabhochsprung | Hochsprung | Dreisprung | Weitsprung | Gesamt | Rang |
| ----------- | ---------- | ------ | ------ | ------ | ------ | ------ | ------ | ---------- | --------- | --------- | ----------- | ---------------- | ----------- | --------- | ---------- | ---------- | -------------- | ---------- | ---------- | ---------- | ------ | ---- |
| 1. Division | Männer     | 14     | 5,5    | 12     | 11     | 12     | 12     | 12         | 13        | 0         | 8           | 14               | 15          | 5         | 10         | 12         | 3,5            | 3          | 12         | 8          | 341    | 5    |
| 1. Division | Frauen     | 11     | 15     | 13     | 15     | 4      | 15     | 4          | 12        | 0         | 8           | 3                | 2           | 14        | 13         | 11         | 12             | 2          | 2          | 11         | 341    | 5    |

* Die Frauen traten über 100 m Hürden, statt 110 m Hürden an.
** Die 4 × 400 m waren ein Mixed-Wettkampf.

#### Einzelresultate
| Wettbewerb       | Männer                                                 | Männer       | Männer | Männer      | Frauen                                                   | Frauen       | Frauen | Frauen      |
| Wettbewerb       | Athlet                                                 | Ergebnis     | Rang   | Rang Gesamt | Athletin                                                 | Ergebnis     | Rang   | Rang Gesamt |
| ---------------- | ------------------------------------------------------ | ------------ | ------ | ----------- | -------------------------------------------------------- | ------------ | ------ | ----------- |
| 100 m            | Jeremiah Azu                                           | 10,16 s =SB  | 03     | Bronze      | Bianca Williams                                          | 11,29 s SB   | 06     | 07          |
| 200 m            | Adam Clayton                                           | 21,18 s      | =11    | =22         | Bianca Williams                                          | 22,75 s SB   | 02     | Bronze      |
| 400 m            | Alex Haydock-Wilson                                    | 45,25 s SB   | 05     | 05          | Ama Pipi                                                 | 51,10 s SB   | 04     | 05          |
| 800 m            | Ben Pattison                                           | 1:46,94 min  | 06     | 06          | Isabelle Boffey                                          | 2:00,39 min  | 02     | 06          |
| 1500 m           | George Mills                                           | 3:38,17 min  | 05     | 05          | Ellie Baker                                              | 4:16,81 min  | 13     | 20          |
| 5000 m           | Jonathan Davies                                        | 13:56,11 min | 05     | 07          | Hannah Nuttall                                           | 15:29,49 min | 02     | Bronze      |
| 110/100 m Hürden | Joshua Zeller                                          | 13,59 s      | 05     | 06          | Abigail Pawlett                                          | 13,63 s      | 13     | 26          |
| 400 m Hürden     | Seamus Derbyshire                                      | 49,51 s      | 04     | 07          | Lina Nielsen                                             | 55,36 s      | 05     | 05          |
| 3000 m Hindernis | Zak Seddon                                             | 8:27,42 min  | 03     | Bronze      | Maisie Grice                                             | 10:09,99 min | 14     | 23          |
| 4 × 100 m        | Jeremiah Azu Oliver Bromby Richard Kilty Tommy Ramdhan | DSQ          | DSQ    | DSQ         | Alyson Bell Amy Hunt Cassie-Ann Pemberton Aleeya Sibbons | DSQ          | DSQ    | DSQ         |
| Kugelstoßen      | Scott Lincoln                                          | 21,10 m SB   | 02     | Bronze      | Sarah Omoregie                                           | 14,43 m      | 15     | 25          |
| Speerwurf        | Joe Dunderdale                                         | 69,85 m      | 12     | 23          | Bekah Walton                                             | 59,76 m PB   | 03     | 06          |
| Hammerwurf       | Jake Norris                                            | 71,98 m      | 07     | 11          | Charlotte Payne                                          | 71,14 m      | 04     | 06          |
| Diskuswurf       | Lawrence Okoye                                         | 60,93 m      | 05     | 12          | Jade Lally                                               | 58,08 m      | 06     | 07          |
| Stabhochsprung   | Adam Hague                                             | 5,30 m =SB   | =13    | =16         | Jade Ive                                                 | 4,50 m PB    | 05     | 06          |
| Hochsprung       | William Grimsey                                        | 2,09 m       | 14     | 25          | Laura Zialor                                             | 1,76 m       | 15     | 28          |
| Dreisprung       | Jude Bright-Davies                                     | 16,24 m      | 05     | 07          | Georgina Forde-Wells                                     | 12,57 m      | 15     | 30          |
| Weitsprung       | Jack Roach                                             | 7,60 m       | 09     | 17          | Lucy Hadaway                                             | 6,41 m       | 06     | 11          |

| Wettbewerb | Mixed                                                   | Mixed       | Mixed | Mixed       |
| Wettbewerb | Athleten                                                | Ergebnis    | Rang  | Rang Gesamt |
| ---------- | ------------------------------------------------------- | ----------- | ----- | ----------- |
| 4 × 400 m  | Alex Haydock-Wilson Ana Pipi Brodie Young Carys McAulay | 3:14,27 min | 9     | 9           |

Ersatz: Leonie Ashmeade, Yasmin Austridge, Kimbely Baptiste, Alexandra Bell, Chris Bennett, Jamaine Coleman, Akin Coward, Charlie Dobson, Benjamin East, Lauren Farley, Alex Farquharson, Elliot Giles, Katie Head, Lily Rosa Hulland, Megan Keith, Jessie Knight, Kirsty Law, Emily Madden, Chris McAlister, Sarah McDonald, Rio Mitcham, Andrew Morgan-Harrison, Reuben Nairne, Laviai Nielsen, Tade Ojora, Divine Oladipo, Nicholas Percy, Allie Routledge, Jack Rowe, Jade Spencer-Smith, Lorraine Ugen, Isabel Wakefield, Archie Yeo, Youcef Zatat

### Moderner Fünfkampf
- Charles Brown
- Kerenza Bryson
- Joseph Choong
- Samuel Curry
- Olivia Green
- Myles Pillage
- Jessica Varley
- Emma Whitaker

### Radsport

#### BMX-Freestyle
- Declan Brooks
- Sasha Pardoe
- Holly Pipe
- Kieran Reilly
- Charlotte Worthington

#### Mountainbike
- Annie Last
- Cameron Mason
- Cameron Orr

### 7er-Rugby
| Wettbewerb    | Männer | Frauen |
| ------------- | --- | --- |
| Athleten      | Jamie Farndale Thomas Glyn Williams Alexander Davis Kaleem Barreto Ross McCann James Barden Olufemi Sofolarin Frederick Roddick Morgan Williams Robert Fergusson Thomas Emery Will Homer Max McFarland | Lisa Thomson Abbie Brown Rhona Lloyd Jade Shekells Shona Campbell Lauren Torley Emma Uren Heather Cowell Isla Norman-Bell Megan Jones Jasmine Joyce Amy Wilson-Hardy Ellie Boatman |
| Trainer       | Tony Roques | Ciaran Beattie |
| Gruppenphase  | | |
| Viertelfinale | | |
| Halbfinale    | | |
| Finale        | | |
| Rang          | | |

### Schießen
- Michael Bargeron
- Kristian Callaghan
- Matthew Coward-Holley
- Katie Gleeson
- Sam Gowin
- Lucy Hall
- Aaron Heading
- Emily Hibbs
- Karl Killander
- Jessica Liddon
- Ben Llewellin
- Seonaid McIntosh
- James Miller
- Georgina Roberts
- Amber Rutter

### Sportklettern
- Dayan Akhtar
- Samuel Butterworth
- Matthew Fall
- Michelle Forrest
- Lucy Garlick
- Rafe Stokes

### Synchronschwimmen
- Eleanor Blinkhorn
- Isobel Blinkhorn
- Millicent Costello
- Beatrice Crass
- Isobel Davies
- Cerys Hughes
- Aimee Lawrence
- Daniella Lloyd
- Kate Shortman
- Robyn Swatman
- Isabelle Thorpe
- Ranjuo Tomblin

### Taekwondo
- Bianca Cook
- Caden Cunningham
- Phoenix Goodman
- Jade Jones
- Rebecca McGowan
- Jodie McKew
- Maddison Moore
- Mohammed Nour
- Aaliyah Powell
- Chloe Roberts
- Bradly Sinden
- Zack Thomas Sarsoza

### Tischtennis
- Charlotte Carey
- Paul Drinkhall
- Tin-Tin Ho
- Thomas Jarvis
- Liam Pitchford
- Samuel Walker

### Triathlon
- Sophie Alden
- Connor Bentley
- Hollie Elliot
- Barclay Izzard
- Sian Rainsley
- Hamish Reilly

### Wasserspringen
- Desharne Bent-Ashmeil
- Robyn Birch
- Maisie Bond
- Eden Cheng
- Benjamin Cutmore
- Matthew Dixon
- Ross Haslam
- James Heatly
- Juliette John
- Robbie Lee
- Noah Penman
- Holly Prasanto
- Grace Reid
- Amy Rollinson